# Onze-Lieve-Vrouw-Onbevlektkerk (Hemiksem)
De Onze-Lieve-Vrouw-Onbevlektkerk van Hemiksem was een rooms-katholieke kerk uit 1940.  In 2011 werd de kerk ontwijd. Het gebouw wordt nu gebruikt als turnzaal door Turnkring Sint-Jan Berchmans.

## Geschiedenis
Om de bevolkingsgroei in Hemiksem op te vangen, kocht het bisdom in 1937 een stuk grond aan de Saunierlei om er een hulpkerk op te richten. Op 10 maart 1940 werd de kerk, naar ontwerp van J. Van Camp, ingezegend door Mgr. Van Cauwenbergh. De bouw van de toren werd uitgesteld uit vrees voor de oorlog, en zou ook nooit afgewerkt worden. De inrichting van de kerk gebeurde grotendeels met keramische tegels, geproduceerd bij de Hemiksemse fabriek van Gilliot.
De kerk was oorspronkelijk een kapelanie, maar in 1947 werd ze een zelfstandige parochiekerk. De parochie van Onze-Lieve-Vrouw Onbevlekt werd gevormd uit de Sint-Niklaasparochie. E.H. Mathé, die eerder al onderpastoor was van de Sint-Niklaasparochie, werd de eerste pastoor van de nieuwe parochie.
Op 26 september 2011 besliste bisschop Johan Bonny om de parochie van O.L.V. Onbevlekt te verenigen met de Sint-Niklaasparochie.. Twee maanden later besliste de bisschop om de kerk te onttrekken aan de eredienst.
Sinds 2013 wordt de voormalige kerk gebruikt als turnzaal door Turnking Sint-Jan Berchmans.  Schuin tegenover de kerk in de Saunierlei werd een gebedsruimte gebouwd, die tot 2022 gebruikt werd voor vieringen.  
Na de sluiting van de gebedsruimte verhuisde het altaarstuk naar het Gilliot & Roelants Tegelmuseum.
De luidklok uit 1818, die oorspronkelijk nog gediend had voor de Sint-Niklaaskerk, werd aangekocht door de plaatselijke heemkring en wordt tentoongesteld in het heemkundig museum in de Sint-Bernardusabdij.

## Fotogalerij

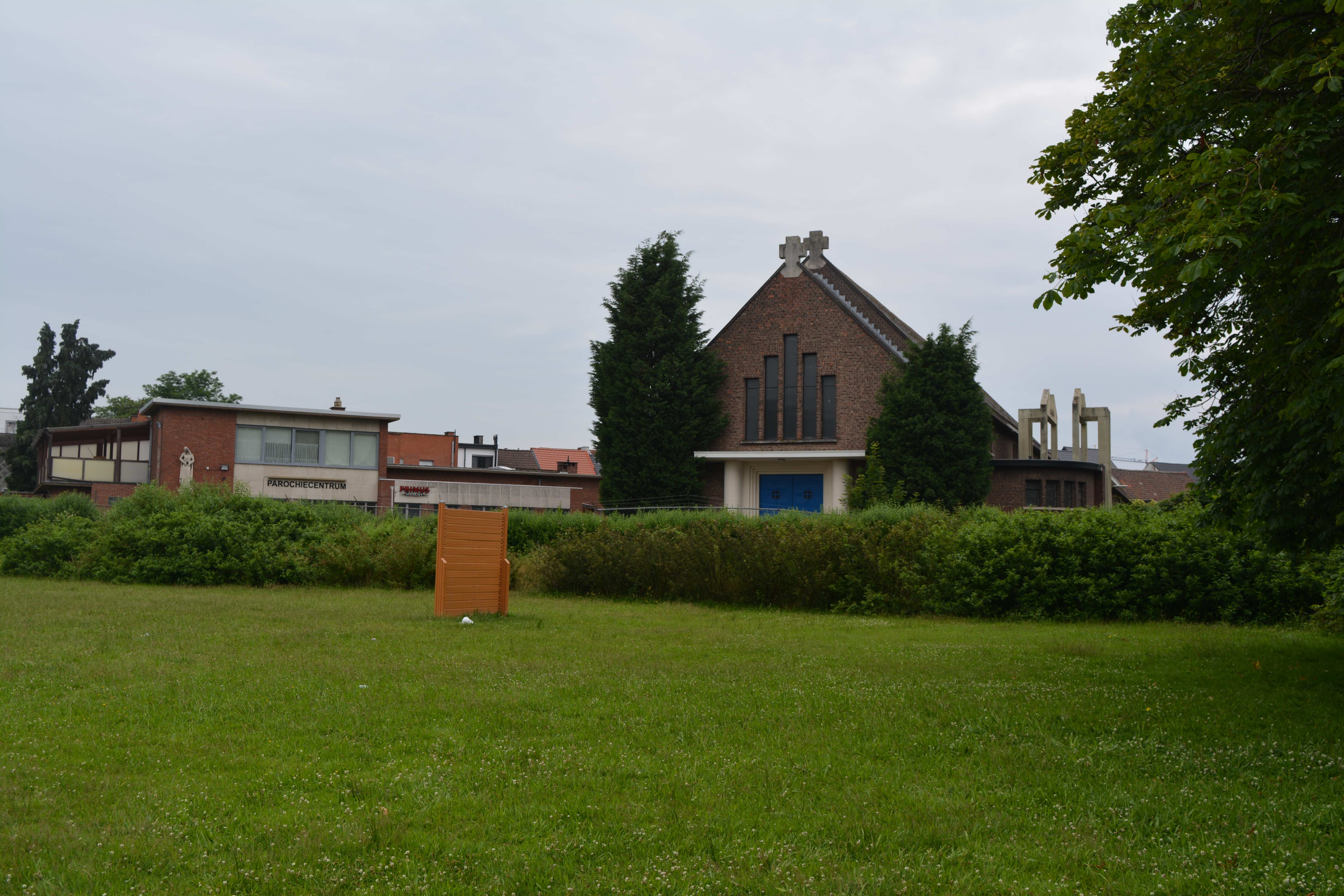
Onze-Lieve-Vrouw Onbevlektkerk en parochiaal centrum
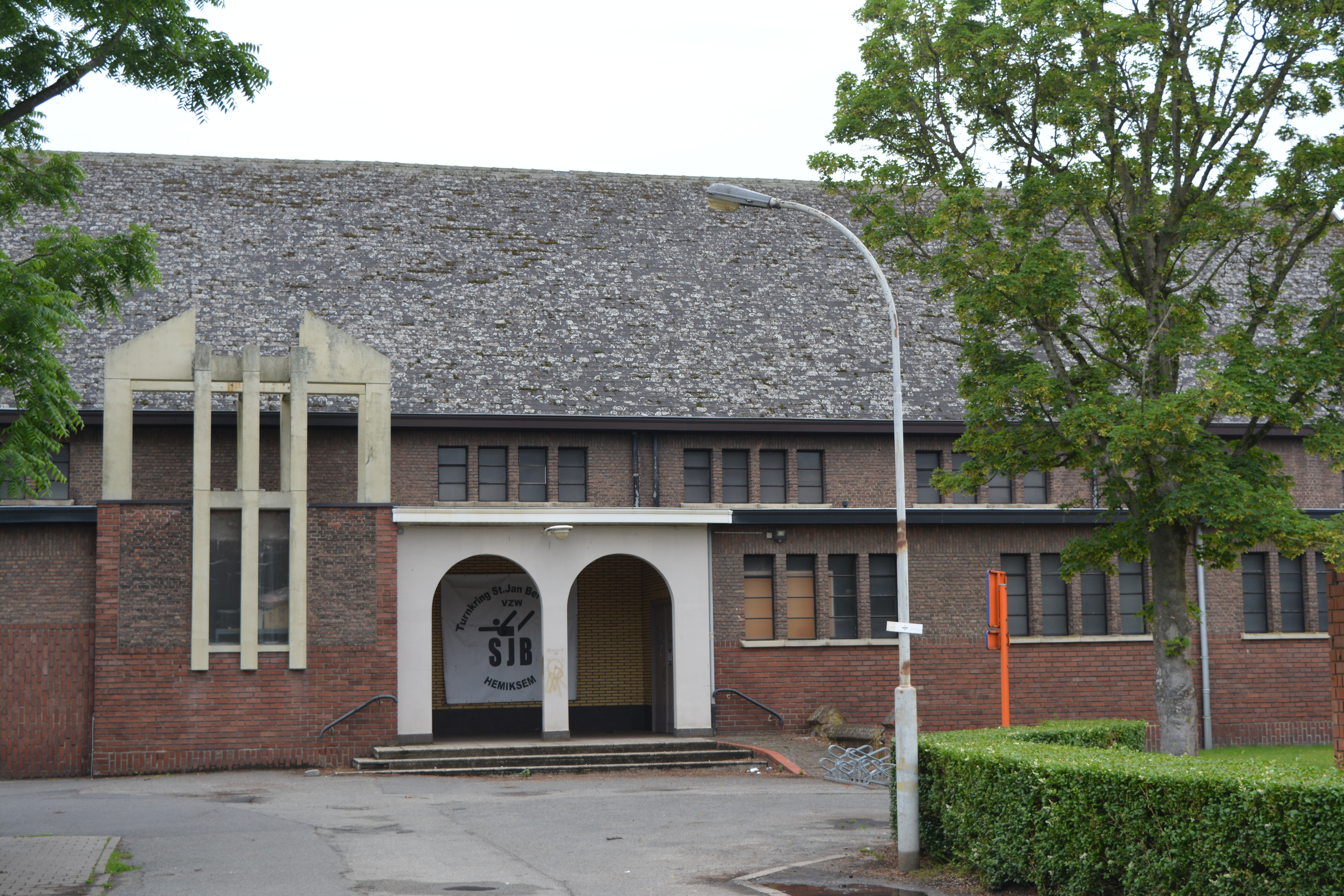
Zij-ingang
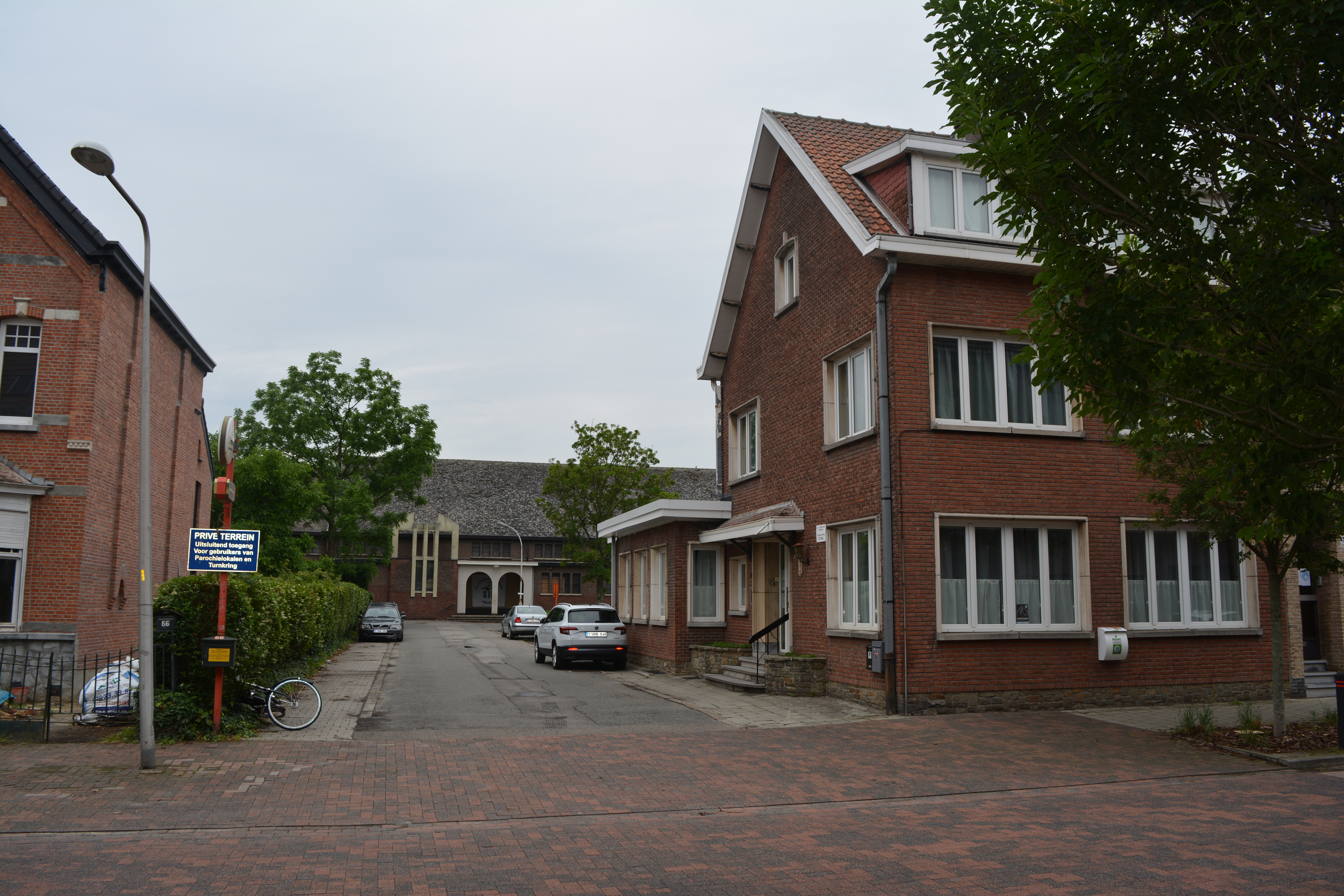
Voormalige pastorij
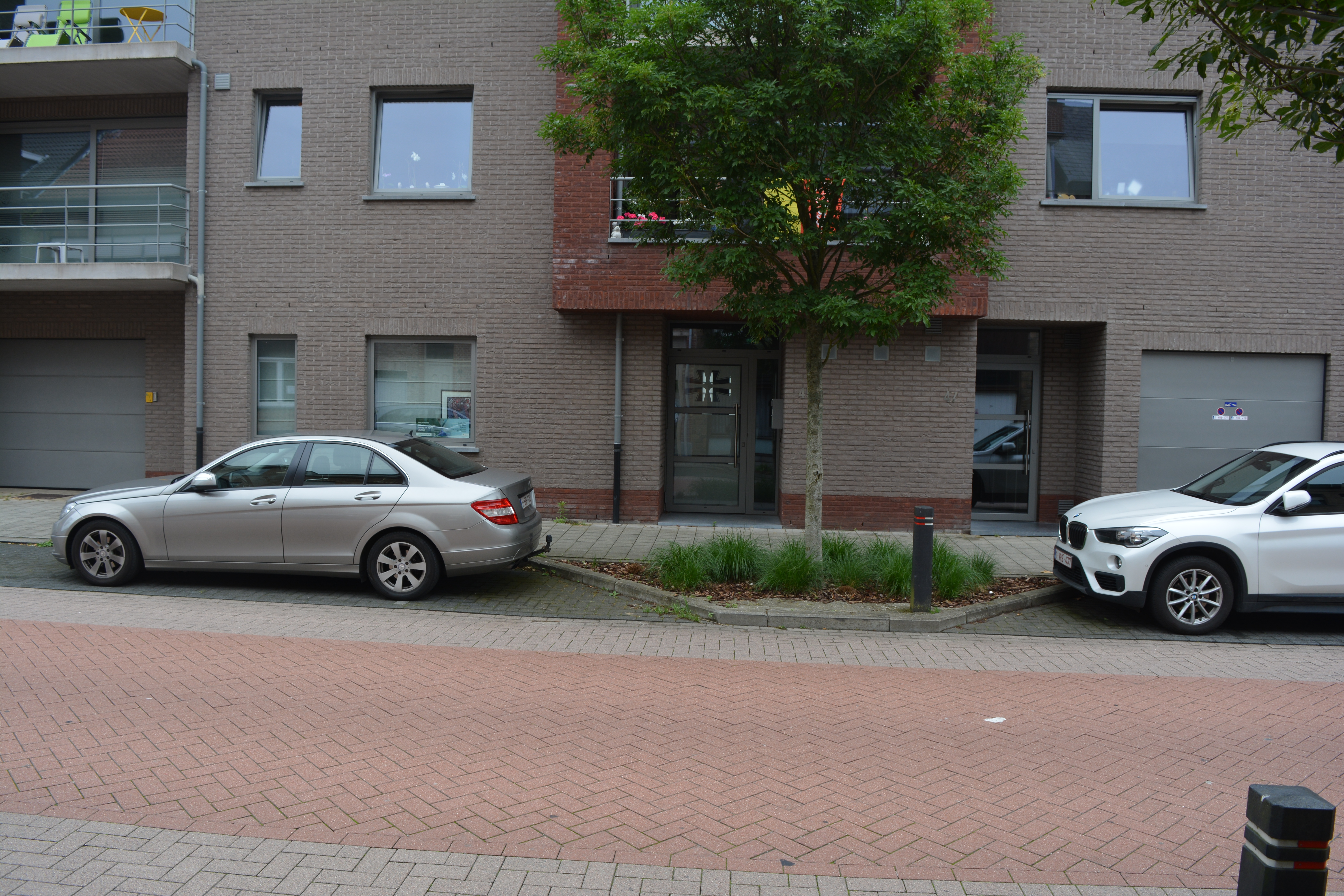
De nieuwe gebedsruimte aan de Saunierlei bevond zich in een appartementsgebouw
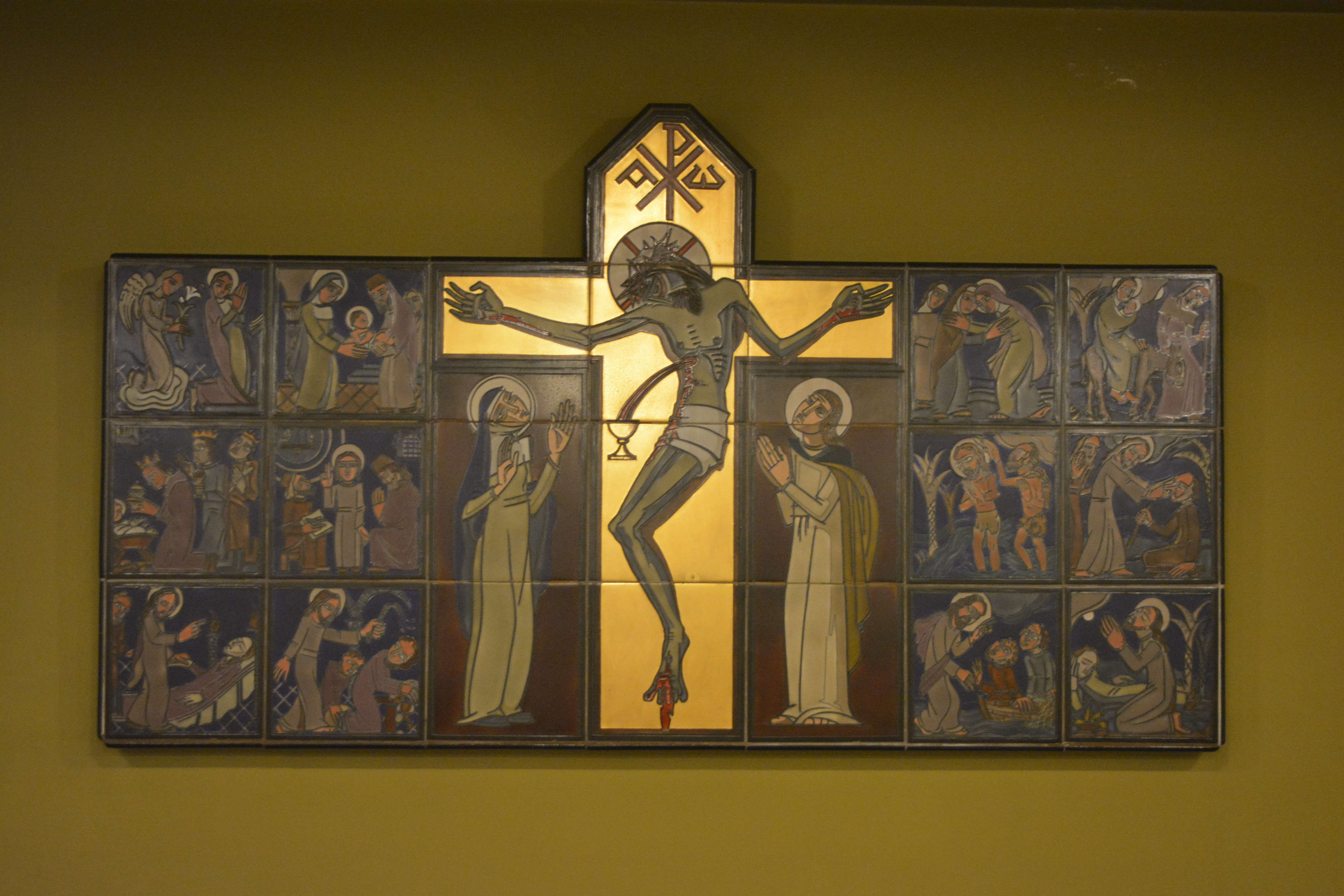
Het retabel in keramische tegels bevindt zich nu in het Gilliot & Roelants Tegelmuseum